# Ryba maślana

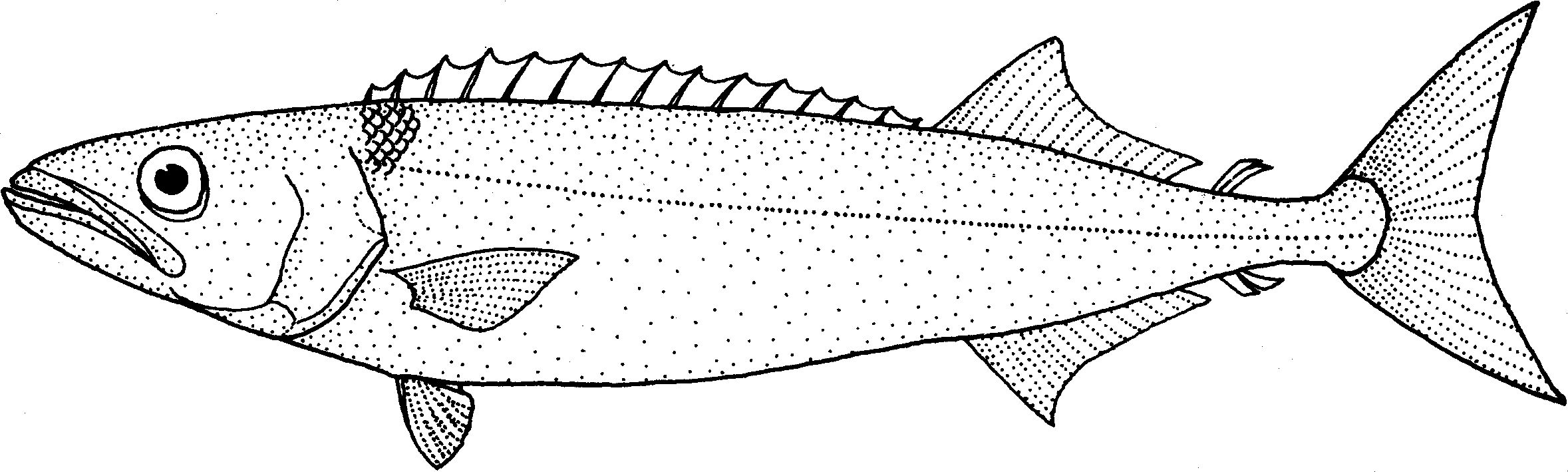
Kostropak (Ruvettus pretiosus) nazywany rybą maślaną

Ryby maślane, ryby masłowe (ang. butterfish) – zwyczajowe nazwy kilku gatunków ryb o ciele zwykle wydłużonym i bocznie spłaszczonym charakteryzujących się dużą zawartością oleju.
Przykładowe gatunki ryb spotykanych w handlu pod nazwą ryby maślanej:
- ryby z rodzaju Centrolophus i Tubia (ang.  rudderfish)
- błyszczyk (Peprilus triacanthus)[1]
- żuwak fiatola (Stromateus fiatola)[1]
- żuwak brazylijski (Stromateus brasiliensis)[1]
- Odax flavobrunneum[1]
- anoplopoma (Anoplopoma fimbria, ang. sablefish)

Niektóre gatunki zawierają woski nietrawione przez człowieka, które mogą powodować zaburzenia pokarmowe, a u osób szczególnie wrażliwych nawet zatrucia pokarmowe, m.in.:
- eskolar (Lepidocybium flavobrunneum, ang. escolar),
- kostropak (Ruvettus pretiosus, ang. oilfish).

Zatrucia mogą objawiać się biegunką, zawrotami głowy, nudnościami i zmianami skórnymi (wysypka). Osobom, które po raz pierwszy konsumują ryby z tej grupy zaleca się spożycie małej ilości celem sprawdzenia wrażliwości organizmu na woski zawarte w mięsie ryby. Pierwsze objawy ewentualnego zatrucia występują zwykle po 2–3 godzinach od spożycia i ustępują po upływie doby.
Przepisy określające zasady wprowadzania do obrotu ryb zawierających substancje wywierające szkodliwy wpływ na przewód pokarmowy znajdują się w rozporządzeniu  (WE) 853/2004 Parlamentu Europejskiego i Rady z dnia 29 kwietnia 2004 r. w sprawie higieny środków spożywczych (Dz. Urz. UE Polskie Wydanie Specjalne rozdz. 3 t. 45 str. 15 z późniejszymi zmianami).